# FC Preußen Burg
FC Preußen Burg (celým názvem: Burger Fußballclub Preußen) byl německý fotbalový klub, který sídlil v sasko-anhaltském městě Burg bei Magdeburg. Založen byl v roce 1902. Zanikl po ukončení druhé světové války, poté co byla všechna dřívější sportovní sdružení v sovětské okupační zóně zrušena. Své domácí zápasy odehrával na stadionu Sportplatz am Bismarckturm. Klubové barvy byly černá a bílá.
Největším úspěchem klubu byla jednoroční účast v Gaulize Mitte, jedné ze skupin tehdejší nejvyšší fotbalové soutěže na území Německa.

## Umístění v jednotlivých sezonách
Stručný přehled
Zdroj: 
- 1943–1944: Gauliga Mitte

Jednotlivé ročníky
Zdroj: 
Legenda: Z - zápasy, V - výhry, R - remízy, P - porážky, VG - vstřelené góly, OG - obdržené góly, +/- - rozdíl skóre, B - body, červené podbarvení - sestup, zelené podbarvení - postup, fialové podbarvení - reorganizace, změna skupiny či soutěže
| Velkoněmecká říše (1943 – 1944) |               |        |    |   |   |    |    |    |     |   |        |
| Sezóny                          | Liga          | Úroveň | Z  | V | R | P  | VG | OG | +/- | B | Pozice |
| 1943/44                         | Gauliga Mitte | 1      | 18 | 4 | 0 | 14 | 25 | 39 | -14 | 8 | 10.    |